# Hípies d'Èritres
Hípies o Hípias d'Èritres (grec antic: Ἱππίας, llatí: Hippias) fou un historiador de l'antiga Grècia d'època desconeguda nascut a Èritres de Jònia, que va escriure una història sobre la seva ciutat natal. Ateneu de Nàucratis cita un passatge de la seva obra (Deipnosophistae, VI, 258).